# 妙法寺 (国分寺市)
妙法寺（みょうほうじ）は、東京都国分寺市にある曹洞宗の寺院。

## 歴史
1656年（明暦2年）、小川九郎兵衛の開基である。九郎兵衛は小川村（現・東京都小平市）の開拓者であり、武蔵国多摩郡中藤村（現・東京都武蔵村山市）の長円寺の塔頭を移転させて寺を創建した。当初は小川村に位置していた。
ところが、江戸時代中期になり、小川村の檀家が一斉に離檀して小川寺に移ってしまったため、寺運衰微を余儀なくされ、1886年（明治19年）の住職の寂後は無住（住職不在）となってしまった。明治初年には「協同学舎」（現・小平市立小平第一小学校）が当寺の境内に開校した。
1909年（明治42年）、現在地にあった「希運庵」に当寺と東京府西多摩郡古里村（現・東京都西多摩郡奥多摩町）にあった「法正院」を合併して、新たに「瑞雲山妙法寺」として再出発した。

## 文化財
- 川崎・伊奈両代官謝思塔（国分寺市指定重要有形文化財 昭和39年1月15日指定）[2]

## 交通アクセス
- 路線バス並木町停留所より徒歩3分。